# Werndorf
Werndorf – gmina w Austrii, w kraju związkowym Styria, w powiecie Graz-Umgebung. Według Austriackiego Urzędu Statystycznego liczyła 2279 mieszkańców (1 stycznia 2015).